# Hiroki Bandai
Hiroki Bandai (jap. 萬代 宏樹 Bandai Hiroki; ur. 19 lutego 1986) – japoński piłkarz występujący na pozycji napastnika. Obecnie występuje w Mito HollyHock.

## Kariera klubowa
Od 2004 roku występował w klubach Vegalta Sendai, Júbilo Iwata, Sagan Tosu, Thespa Kusatsu, Montedio Yamagata i Mito HollyHock.